# 五箇公一
五箇 公一（ごか こういち、1965年1月8日 - ）は、日本の昆虫学者、生態学者。博士(農学）（京都大学)。専門は保全生態学、農薬化学、ダニ学。

## 人物
神奈川県横浜市に生まれる。4歳のときに大手鉄鋼会社の技術者だった父を亡くし、両親の故郷である富山県高岡市にて育つ。自然の豊かな土地で育ち、生き物に興味を持つようになる。
富山県立高岡高等学校卒業後、京都大学農学部に進み、1990年同大学大学院農学研究科昆虫学専攻修士課程修了、宇部興産（現・UBE）に入社した。宇部興産では農薬研究部に所属し、主に殺虫剤や殺ダニ剤の研究開発に従事し、同社在職中の1996年3月に京都大学で論文博士として博士（農学）の学位を取得。
1996年12月からは国立環境研究所に転じ、『生物多様性の減少機構の解明と保全プロジェクトグループ』総合研究官などを担当し、化学物質を規制する法律改正などに関わった。国立環境研究所勤務の傍ら、東京大学、東京農工大学、お茶の水女子大学等で非常勤講師を務める。
学位を持つ国立研究所の研究者というプロフィールと、ギャップのあるロックファッションが注目され、テレビのバラエティ番組にコメンテーターとして出演することもある。

## 略年譜
- 1988年 - 京都大学農学部農林生物学科卒業
- 1990年 - 京都大学大学院農学研究科昆虫学専攻修士課程修了
- 1990年 - 宇部興産宇部研究所農薬研究部研究員
- 1996年 - 国立環境研究所地域環境研究グループ研究員。同年3月23日、博士(農学, 京都大学)「ナミハダニの休眠性とアロザイムに関する生態遺伝学的研究」。
- 1998年 - 同 地域環境研究グループ主任研究員
- 2001年 - 同 生物多様性研究プロジェクトグループ主任研究員
- 2006年 - 同 環境リスク研究センター主席研究員（室長）[5]
- 2020年 - 生物・生態系環境研究センター室長[3]

## 公職
- 中央環境審議会化学物質審査委員会委員
- 環境省生態影響試験・評価技術検討会委員
- 環境省水産動植物影響にかかる農薬毒性評価検討会委員
- 環境省特定外来生物等分類群専門家会合昆虫グループ委員
- 環境省水産動植物登録保留規準設定検討会委員
- 環境省農薬による陸域生態影響評価技術開発調査検討会委員
- 環境省地球環境研究総合推進費侵入種研究プロジェクト代表
- 農林水産省農林水産研究高度化事業マルハナバチリスク研究プロジェクト代表

## 著作
- 『クワガタムシが語る生物多様性』創美社 2010年
- 『終わりなき侵略者との闘い~増え続ける外来生物~』小学館 2017年
- 『これからの時代を生き抜くための生物学入門』 辰巳出版 2020年

### 共著
- 『ダニの生物学』東京大学出版会 2001年
- 『外来種ハンドブック』地人書館 2002年
- 『生態学からみた野生生物の保護と法律』講談社 2003年
- 『環境科学 人間と地球の調和をめざして』東京化学同人 2004年
- 『生態学入門』東京化学同人 2004年
- 『いきものがたり』ダイヤモンド社 2007年

### 論文
- 五箇公一, 高藤晃雄「A10 ナミハダニの休眠性の遺伝について(ダニ)」『日本応用動物昆虫学会大会講演要旨』第32号、日本応用動物昆虫学会、1988年3月、37頁、CRID 1574231876598361216。
- 土田聡, 五箇公一, 浜村徹三, 刑部正博, 駒崎進吉「G104 ナミハダニ黄緑型および赤色型の遺伝的差異(ダニ)」『日本応用動物昆虫学会大会講演要旨』第39号、日本応用動物昆虫学会、1995年8月、218頁、CRID 1570291226923769984。
- 高藤晃雄, 横塚太郎, 五箇公一, 岸本英成「沖縄から新種記載されたナンゴクハダニの生活史特性(1)」『日本ダニ学会誌』第5巻第2号、日本ダニ学会、1996年、75-81頁、doi:10.2300/acari.5.75、ISSN 0918-1067、CRID 1390001204773364224。
- 五箇公一, 高藤晃雄「カンザワハダニのアロザイム遺伝子分析」『日本応用動物昆虫学会誌』第40巻第3号、日本応用動物昆虫学会、1996年、250-252頁、doi:10.1303/jjaez.40.250、ISSN 00214914、CRID 1390282681425513472。
- 五箇公一「薬剤抵抗性の集団遺伝学 : 農業害虫にみる小進化現象 (<特集>有害物質と生態学)」『日本生態学会誌』第48巻第3号、日本生態学会、1998年、319-326頁、doi:10.18960/seitai.48.3_319、ISSN 00215007、CRID 1390001204293125120。
- 五箇公一, 岡部貴美子, 丹羽里美, 米田昌浩「輸入されたセイヨウオオマルハナバチのコロニーより検出された内部寄生性ダニとその感染状況」『日本応用動物昆虫学会誌』第44巻第1号、日本応用動物昆虫学会、2000年、47-50頁、doi:10.1303/jjaez.2000.47、ISSN 00214914、CRID 1390282681425239168。
- 五箇公一「輸入昆虫の脅威-昆虫産業がもたらす生態影響」『地球環境研究推進費「侵入生物による生物多様性影響機構に関する研究」平成13年度第二回検討会資料2002』2002年、11-19頁、CRID 1574231874882445824。
- 丹羽里美, 五箇公一, 大矢陽一, 米田昌浩「マルハナバチの商品化に伴う生態学的問題」『日本生態学会大会講演要旨集』ESJ50、日本生態学会、2003年、247頁、doi:10.14848/esj.esj50.0.247.1、CRID 1390001205686226944。
- 五箇公一, 小島啓史「外来昆虫の引き起こす問題」『環動昆』第15巻第2号、日本環境動物昆虫学会、2004年、137-146頁、doi:10.11257/jjeez.15.137、ISSN 0915-4698、CRID 1390001204422451200。
- 丹羽里美, 岩野秀俊, 浅田真一, 松浦誠, 五箇公一「セイヨウオオマルハナバチのコロニーから分離されたNosema bombi様微胞子虫と日本産マルハナバチへの感染」『日本応用動物昆虫学会誌』第48巻第1号、日本応用動物昆虫学会、2004年、60-64頁、doi:10.1303/jjaez.2004.60、ISSN 0021-4914、CRID 1390282681425995776。
- 吉田奈々子, 西山大紀, 駒形修, SANCHEZ-BAYOF., 五箇公一, 本山直樹「農薬の生態影響評価-谷津田ビオトープに投入した2種殺虫剤の水生生物および底生生物に対する影響」『講演要旨集』第29巻、日本農薬学会、2004年3月、51頁、CRID 1572261552143871744。
- 上野隆平, 佐竹潔, 五箇公一「小笠原の川の固有水生生物 2.ユスリカについて」『日本生態学会大会講演要旨集』ESJ52、日本生態学会、2005年、746頁、doi:10.14848/esj.esj52.0.746.0、CRID 1390282680666704896。
- 佐竹潔, 倉西良一, 上野隆平, 五箇公一, 蔡奕雄「小笠原の川の固有水生生物 1.トビケラと陸水エビについて」『日本生態学会大会講演要旨集』ESJ52、日本生態学会、2005年、758頁、doi:10.14848/esj.esj52.0.758.0、CRID 1390282680666718464。
- 高村健二, 五箇公一, 戸田光彦, 常田邦彦, 小出可能「インターネットを通じて公開される侵入生物データベースとその概要」『日本生態学会大会講演要旨集』ESJ52、日本生態学会、2005年、790頁、doi:10.14848/esj.esj52.0.790.0、CRID 1390282680667137152。
- 岡部貴美子, 五箇公一, 小島啓史「F203 ダニに歴史あり(パート2) : 形態で見たクワガタムシ寄生ダニの種分化(一般講演)」『日本応用動物昆虫学会大会講演要旨』第49号、日本応用動物昆虫学会、2005年3月、147頁、CRID 1572824502104472832。
- 五箇公一「外国産クワガタムシの輸入がもたらす生態リスク」『バイオサイエンスとインダストリー』第63巻第4号、2005年4月、215-216頁、ISSN 09148981、CRID 1571135650157953920。
- 上野隆平, 佐竹潔, 五箇公一「小笠原諸島陸水環境のユスリカ相について」『日本陸水学会 講演要旨集』第71巻、日本陸水学会、2006年、179頁、doi:10.14903/jslim.71.0.179.0、CRID 1390282680575013888。
- 国武陽子, 五箇公一「クロマルハナバチの商品化:外来生物法と国内外来種問題について」『昆虫と自然』第41巻第5号、ニューサイエンス社、2006年4月、37-40頁、ISSN 00233218、CRID 1523951029612959744。
- 小林亜玲, 五箇公一, 久保田信「コノハクラゲ(ヒドロ虫綱軟クラゲ目)のポリプの本州中部日本海側沿岸とその沖合いの島嶼への新たな出現」『日本生物地理学会会報』第62巻、日本生物地理学会、2007年12月、101-104頁、ISSN 0067-8716、CRID 1050564285731342080。
- 米田昌浩, 土田浩治, 五箇公一「商品マルハナバチの生態リスクと特定外来生物法」『日本応用動物昆虫学会誌』第52巻第2号、日本応用動物昆虫学会、2008年、47-62頁、doi:10.1303/jjaez.2008.47、ISSN 0021-4914、CRID 1390001206449064576。
- 神宮字寛, 上田哲行, 五箇公一, 日鷹一雅, 松良俊明「フィプロニルとイミダクロプリドを成分とする育苗箱施用殺虫剤がアキアカネの幼虫と羽化に及ぼす影響」『農業農村工学会論文集』第77巻第1号、農業農村工学会、2009年、35-41頁、doi:10.11408/jsidre.77.35、ISSN 18822789、CRID 1390001205286742272。
- 河合幸一郎, 大杉朋美, 五箇公一, 今林博道「日本産ハモンユスリカ属22種の遺伝的関係について」『衛生動物』第63巻第4号、日本衛生動物学会、2012年、313-317頁、doi:10.7601/mez.63.313、ISSN 04247086、CRID 1390001204940622336。
- 早坂大亮, 永井孝志, 五箇公一「農薬による生物多様性影響評価の重要性 : 個体評価から群集評価へ : 生物多様性に配慮した農薬管理の在り方」『日本生態学会誌』第63巻第2号、日本生態学会、2013年、193-206頁、doi:10.18960/seitai.63.2_193、ISSN 0021-5007、CRID 1390001204291674368。
- 前田太郎, 坂本佳子, 岡部貴美子, 滝久智, 芳山三喜雄, 五箇公一, 木村澄「ミツバチに寄生するアカリンダニ－分類，生態から対策まで－」『日本応用動物昆虫学会誌』第59巻第3号、日本応用動物昆虫学会、2015年、109-126頁、doi:10.1303/jjaez.2015.109、ISSN 0021-4914、CRID 1390282681425727488。
- 五箇公一「メソコスム試験の最前線」『日本農薬学会誌』第42巻第1号、日本農薬学会、2017年、119-126頁、doi:10.1584/jpestics.w17-14、ISSN 2187-0365、CRID 1390001205505539968。
- 五箇公一「外来生物の防除対策」『森林野生動物研究会誌』第42巻、森林野生動物研究会、2017年3月、45-48頁、doi:10.18987/jjwrs.42.0_45、ISSN 09168265、CRID 1390283659867654528。
- 城ヶ原貴通, 橋本?磨, 五箇公一, 戸田光彦, 大場孝裕「哺乳類の化学的防除とその課題―マングースとネズミ類，ニホンジカでの事例―」『哺乳類科学』第58巻第1号、日本哺乳類学会、2018年、87-88頁、doi:10.11238/mammalianscience.58.87、ISSN 0385-437X、CRID 1390845712977821312。
- 五箇公一「我が国における農薬の生態リスク評価最前線」『日本毒性学会学術年会』第46.1巻、日本毒性学会、2019年、S7-5、doi:10.14869/toxpt.46.1.0_s7-5、CRID 1390282763129097856。
- 五箇公一「日本の外来生物対策最前線」『樹木医学研究』第23巻第2号、樹木医学会、2019年4月、120-126頁、doi:10.18938/treeforesthealth.23.2_120、ISSN 13440268、CRID 1390850247497938816。
- 五箇公一「人獣共通感染症の生態学的アプローチ～生物多様性の観点から感染症リスクを考える」『衛生動物』第71巻第3号、日本衛生動物学会、2020年9月、161-170頁、doi:10.7601/mez.71.161、ISSN 04247086、CRID 1390567172582889344。
- 坂本洋典, 五箇公一「ツマアカスズメバチの侵入と防除」『昆虫と自然』第55巻第14号、ニューサイエンス社、2020年12月、巻頭2p,15-19、ISSN 00233218、CRID 1520010381097866368。
- 五箇公一「生物多様性異変と新型コロナウイルス」『ワイルドライフ・フォーラム』第25巻第2号、「野生生物と社会」学会、2021年、3-5頁、doi:10.20798/wildlifeforum.25.2_3、ISSN 13418785、CRID 1390010457642414464。
- 岡部貴美子, 五箇公一, 飯島勇人, 亘悠哉, 山内健生「マダニ媒介人獣共通感染症対策における統合的管理の課題」『日本ダニ学会誌』第31巻第2号、日本ダニ学会、2022年11月、49-65頁、doi:10.2300/acari.31.49、ISSN 0918-1067、CRID 1390014194595847808。
- 五箇公一「生物多様性と新興感染症リスク : この3年間のコロナ禍から私たちが学ぶべきこと」『環境ビジネス』、事業構想大学院大学出版部、2023年、56-59頁、CRID 1520577277012804352。

## 著書
- 五箇 公一『クワガタムシ好きの日本人がクワガタムシを滅ぼす。Imidas SPECIAL(イミダス編集部編)』集英社、2008年。CRID 1020000782452828928。
- 五箇公一『クワガタムシが語る生物多様性』創美社, 集英社 (発売)、2010年。CRID 1130000794554818816。
- 五箇公一, ひらのあすみ『外来生物ずかん』ほるぷ出版、2016年。CRID 1130000795615472640。
- 五箇公一, THE PAGE編集部『終わりなき侵略者との闘い : 増え続ける外来生物』小学館クリエイティブ, 小学館 (発売)、2017年。CRID 1130282271915791104。
- 瀬名秀明, 押谷仁, 五箇公一, 岡部信彦, 河岡義裕, 大曲貴夫, 日本放送協会取材班『ウイルスVS人類』文藝春秋〈文春新書〉、2020年。CRID 1130848327220067072。
- 一日一種, 五箇公一『探検!里山いきもの図鑑 : 身近な自然を楽しもう!』PARCO出版、2020年。CRID 1131412884029510918。

## テレビ出演
- ネプリーグ (2025年3月24日、フジテレビ)